# فای (دهانه)
فای یک دهانه برخوردی در ماه‌ است.

## دهانه‌های اقماری
این دهانه ۲ دهانه اقماری دارد.
| Faye | عرض جغرافیایی | طول جغرافیایی | قطر         |
| ---- | ------------- | ------------- | ----------- |
| A    | ۲۱.۲° S       | ۳.۱° E        | ۴.۰ کیلومتر |
| B    | ۲۲.۶° S       | ۴.۵° E        | ۴.۰ کیلومتر |